# Thomas Graham
Denna artikel handlar om kemisten och fysikern Thomas Graham, född 1805. För  aristokraten, politikern och officeren Thomas Graham, född 1748, se Thomas Graham, 1:e baron Lynedoch.
Thomas Graham, född 21 december 1805 i Glasgow, död 16 september 1869, var en skotsk kemist och fysiker.
Graham blev 1824 filosofie doktor samt professor 1830 i kemi vid Andersonian Institution i Glasgow och 1837 vid University College i London och utnämndes 1855 till direktor för Englands myntverk.
Bland Grahams många, synnerligen viktiga arbeten märks undersökningar om gasernas diffusion, deras rörelse och utströmning (i "Transactions of the Royal Society of Edinburgh", 1834, samt i "Philosophical Transactions”, 1846 och 1849) och forskning över vätskors diffusion och de osmotiska företeelserna (i "Philosophical Transactions", 1850 ff.), vilka ledde honom till upptäckten av den under namnet dialys kända metoden att skilja kristalloida och kolloida ämnen från varandra.
Av hans rent kemiska arbeten bör främst nämnas undersökningarna om de isomera fosforsyrorna ("Philosophical Transactions", 1833), om fosfinet ("Transactions of the Royal Society of Edinburgh", 1836) och om vätgasens metalliska legering med palladium (1868). Hans Elements of Chemistry (1837) var såväl i original som i tysk bearbetning av stor betydelse för de kemiska studierna vid Europas högskolor. Han tilldelades Royal Medal 1838 och 1850 samt Copleymedaljen 1862. Han invaldes som fellow av Royal Society 1836 och som utländsk ledamot av svenska Vetenskapsakademien 1866